# チャールズ郡 (メリーランド州)
チャールズ郡（英: Charles County）は、アメリカ合衆国メリーランド州の郡である。人口は16万6617人（2020年）。郡庁所在地はラプレイタ（英: La Plata, [ləˈpleɪtə] ( 音声ファイル)であり、同郡で人口最大の町は国勢調査指定地域であるウォルドーフである。郡名は第3代ボルチモア男爵チャールズ・カルバート（1637年-1715年）に因んでいる。
チャールズ郡はワシントン・ボルチモア・北バージニア広域都市圏に属している。

## 歴史
チャールズ郡は1658年に枢密院勅令によって創設された。これより先、1650年から1653年までチャールズ郡が存在しており、歴史資料では「古いチャールズ郡」と呼ばれることもある。
1865年4月、ジョン・ウィルクス・ブースはエイブラハム・リンカーン大統領を暗殺した後、プリンスジョージズ郡からチャールズ郡を通って、バージニア州に逃亡した。
2002年4月28日、竜巻がチャールズ郡を襲い、ラプレイタ中心街の多くを破壊した。
チャールズ郡内には多くのアメリカ合衆国国家歴史登録財がある。中でも歴史ある家系のグリーン家の邸地だったグリーン公園と、スポルディング家の邸地だったプレザントヒルが特筆される。

### ハンターズ・ブルック放火
2004年12月4日、インディアンヘッド町の南東数マイルにあるハンターズ・ブルック開発地で放火が起きた。これが後にメリーランド州の歴史で最大の住宅放火事件になった。

## 政治と郡政府
チャールズ郡は民主党を支持する傾向にあるが、ワシントンD.C.郊外の他郡ほど圧倒的な支持ではない。

### 郡政委員会
チャールズ郡は、メリーランド州の伝統的な郡政府形態である郡政委員会が統治している。委員は5人である。
チャールズ郡はアメリカ合衆国下院議員の選挙では、メリーランド州第5選挙区に全体が入っており、この選挙区には他にカルバート郡、セントメアリーズ郡の全体と、アナランデル郡およびプリンスジョージズ郡の一部が含まれている。2013年時点では民主党の院内幹事スティーニー・H・ホイヤーを選出している。

## 地理
アメリカ合衆国国勢調査局に拠れば、郡域全面積は643.22平方マイル (1,665.9 km2)であり、このうち陸地461.00平方マイル (1,194.0 km2)、水域は182.22平方マイル (471.9 km2)で水域率は28.33%である。
チャールズ郡の西側、州道224号線の南端が曲がっている所は、東西南北どちらを見てもバージニア州となる位置がある。

### 主要高規格道路
- アメリカ国道301号線
- メリーランド州道5号線
- メリーランド州道6号線
- メリーランド州道210号線
- メリーランド州道224号線
- メリーランド州道228号線
- メリーランド州道925号線

### 隣接する郡
- プリンスジョージズ郡 - 北
- フェアファックス郡 (バージニア州) - 北西
- カルバート郡 - 東
- スタフォード郡 (バージニア州) - 西
- プリンスウィリアム郡 (バージニア州) - 西
- セントメアリーズ郡 - 南東
- ウェストモアランド郡 (バージニア州) - 南東
- キングジョージ郡 (バージニア州) - 南

### 国立保護地域
- トマス・ストーン国立歴史史跡

## 主要雇用主
チャールズ郡の2009年包括的財務報告書に拠れば、郡内の主要雇用主は次の通りである。
| 順位 | 雇用主                                                 | 従業員数 |
| ---- | ------------------------------------------------------ | -------- |
| 1    | チャールズ郡教育委員会                                 | 3,509    |
| 2    | アメリカ海軍水上戦センター                             | 3,021    |
| 3    | チャールズ郡政府                                       | 1,719    |
| 4    | 南メリーランド・カレッジ                               | 1,090    |
| 5    | CIVISTA医療センター                                    | 805      |
| 6    | ウォルマート                                           | 674      |
| 7    | ファッチナ建設会社                                     | 480      |
| 8    | ターゲット・コーポレーション                           | 467      |
| 9    | リライアブル・コントラクティング                       | 420      |
| 10   | サザン・メリーランド・エレクトリック・コーオペラティブ | 379      |
| 11   | ウィイルズ・グループ                                   | 377      |
| 12   | ジェネシス・ヘルスケア                                 | 320      |
| 13   | ロウズ                                                 | 306      |
| 14   | メイシーズ                                             | 250      |
| 15   | チャールズ郡看護・リハビリテーションセンター           | 250      |
| 16   | チェイニー・エンタープライジズ                         | 226      |
| 17   | シアーズ                                               | 220      |
| 18   | ケラー・バス・サービス                                 | 206      |

## 人口動態
チャールズ郡は1990年以降、アフリカ系アメリカ人人口が急増している。
以下は2000年国勢調査による人口統計データである。
| 基礎データ - 人口: 120,546人 - 世帯数: 41,668 世帯 - 家族数: 32,292 家族 - 人口密度: 101人/km2（262人/mi2） - 住居数: 43,903軒 - 住居密度: 37軒/km2（95軒/mi2） 人種別人口構成（2000年統計、（ ）内は2010年統計） - 白人: 68.51% (50.3%) - アフリカン・アメリカン: 26.06% (40.96%) - ネイティブ・アメリカン: 0.75% (0.65%) - アジア人: 1.82% (2.98%) - 太平洋諸島系: 0.06% (0.07%) - その他の人種: 0.72% (0.17%) - 混血: 2.08% (3.20%) - ヒスパニック・ラテン系: 2.26% (4.27%) 先祖による構成 - ドイツ系：11.6% - アイルランド系：10.8% - イギリス系：10.2% - アメリカ人：9.3% - イタリア系：5.3% 年齢別人口構成 - 18歳未満: 28.7% - 18-24歳: 7.6% - 25-44歳: 33.2% - 45-64歳: 22.7% - 65歳以上: 7.8% - 年齢の中央値: 35歳 - 性比（女性100人あたり男性の人口） - 総人口: 95.5 - 18歳以上: 92.2 | 世帯と家族（対世帯数） - 18歳未満の子供がいる: 41.1% - 結婚・同居している夫婦: 58.0% - 未婚・離婚・死別女性が世帯主: 14.5% - 非家族世帯: 22.5% - 単身世帯: 17.2% - 65歳以上の老人1人暮らし: 5.2% - 平均構成人数 - 世帯: 2.86人 - 家族: 3.21人 収入と家計 - 収入の中央値 - 世帯: 62,199米ドル（2007年推計では80,573ドル） - 家族: 67,602米ドル（2007年推計では89,358ドル） - 性別 - 男性: 43,371米ドル - 女性: 34,231米ドル - 人口1人あたり収入: 24,285米ドル - 貧困線以下 - 対人口: 5.5% - 対家族数: 3.7% - 18歳未満: 6.7% - 65歳以上: 8.6% |

## 都市と町

### 法人化町
町名の後の（　）内は法人化年である。
1. インディアンヘッド（1920年）
2. ラプレイタ（1888年） - 郡庁所在地
3. ポートトバコビレッジ（1888年）

上記の3町は全てメリーランド州法の町である。郡人口の約半分は未編入の町で国勢調査指定地域であるウォルドーフ周辺に住んでいる。

### 未編入の町
未編入領域も「町」と考えられるが、政府は無い。アメリカ合衆国国勢調査局、アメリカ合衆国郵便公社、地元商工会議所など様々な組織がその町を定義している。法人化はされていないので、その境界が定義されていない。アメリカ合衆国国勢調査局は以下の国勢調査指定地域を登録している。
1. ベンズビル
2. ブライアンズロード
3. ヒューズビル
4. ポトマックハイツ
5. セントチャールズ
6. ウォルドーフ

その他の未編入領域として次の町がある。
1. ベルアルトン
2. ベネディクト
3. ブライアンタウン
4. コブアイランド
5. デンツビル
6. フォークナー
7. ぐらいモント
8. グレイトン[14]
9. アイアンサイズ
10. イッシュー
11. マルコム
12. マーベリー
13. モーガンタウン
14. マウントビクトリア
15. ナンジモイ
16. ニューバーグ
17. ピスガー
18. ポンフレット
19. ポープスクリーク
20. ポモンキー
21. リプリー
22. ライソン
23. ロックポイント
24. スワンポイント
25. ウェルカム
26. ホワイトプレーンズ

## 教育

### 高等教育機関
- 南メリーランド・カレッジ、ラプレイタ

### 公共教育学区
郡内の公共教育はチャールズ郡公共教育学区が管轄している。

## 著名な出身者
- ジョン・ハンソン（1715年-1783年）、独立戦争時の政治家、チャールズ郡ポートトバコビレッジ近くで生まれた
- ダニエル・オブ・セントトマス・ジェニファー（1723年-1790年）、独立戦争時の政治家、チャールズ郡ポートトバコビレッジの西で生まれた
- ラリー・ジョンソン、NFL選手、ワシントン・レッドスキンズ、ポンフレット出身
- グッド・シャーロット、パンク・ロック・バンド、ジョエル・マッデンとベンジー・マッデンがウォルドーフで育った
- クリスティーナ・ミリアン、ミュージシャン、ウォルドーフに住んだ
- ベンジャミン・ストッダート（1751年-1813年）、初代アメリカ合衆国海軍長官
- トマス・ストーン（1743年-1787年）、独立戦争時の政治家、アメリカ独立宣言に署名した

## スポーツ
| 球団名                             | 所属リーグ                   | 本拠地                                   | 設立年 | 優勝回数 |
| ---------------------------------- | ---------------------------- | ---------------------------------------- | ------ | -------- |
| サザンメリーランド・ブルークラブス | アトランティックリーグ、野球 | リージェンシー・ファニチャー・スタジアム | 2008年 | 0        |